# Empuku-ji (Chōshi)

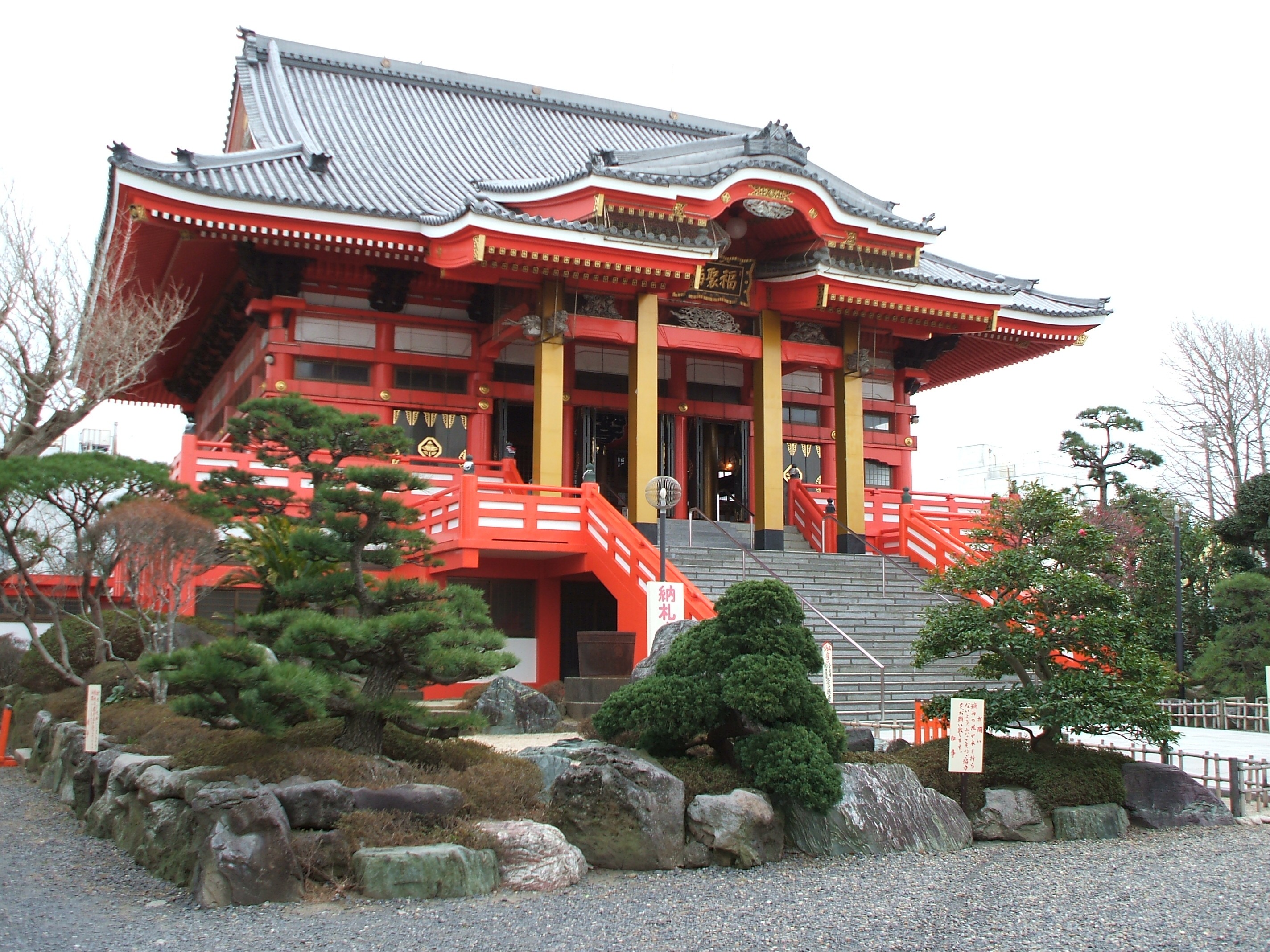
Haupthalle

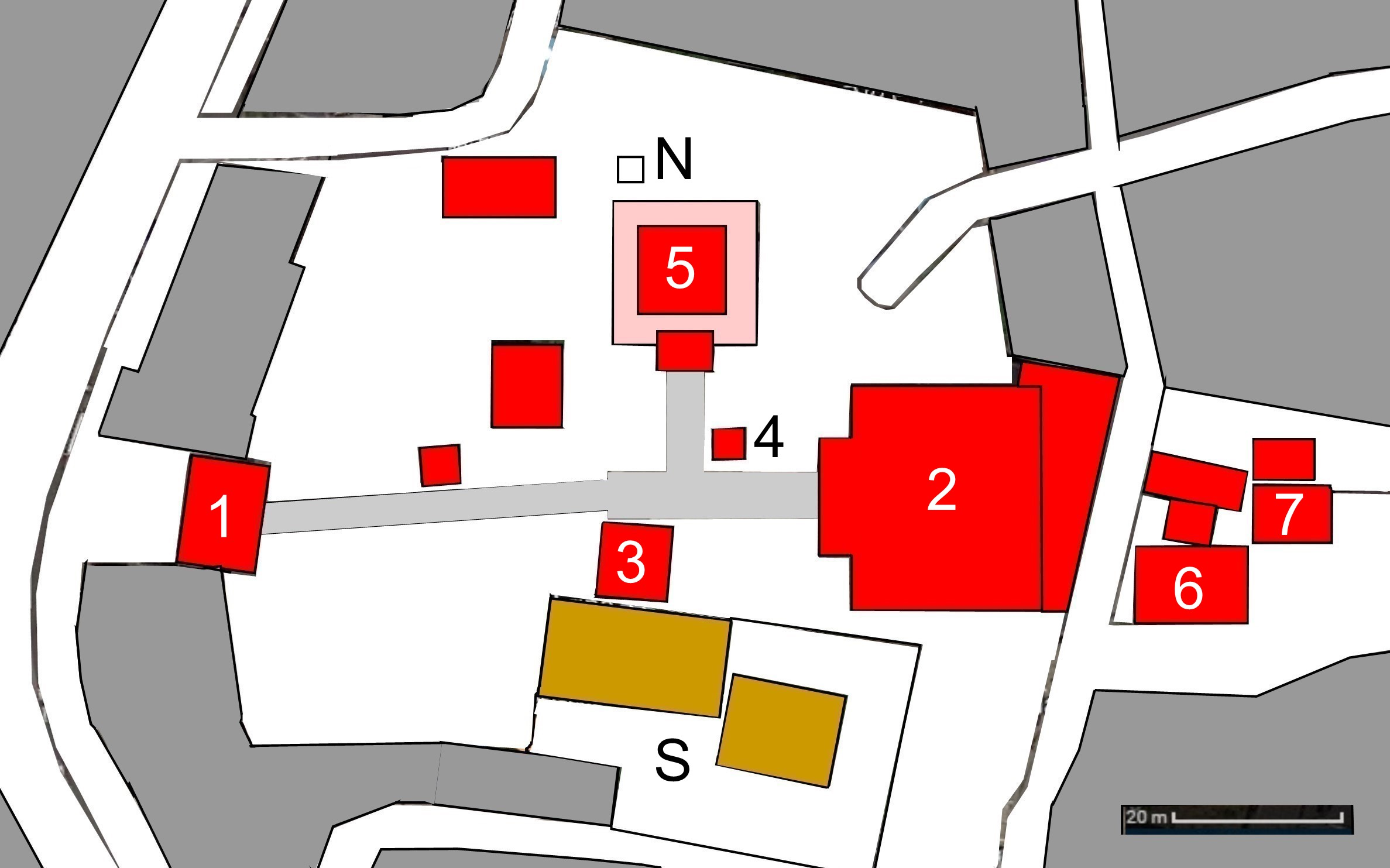
Plan des Tempels (s. Text)

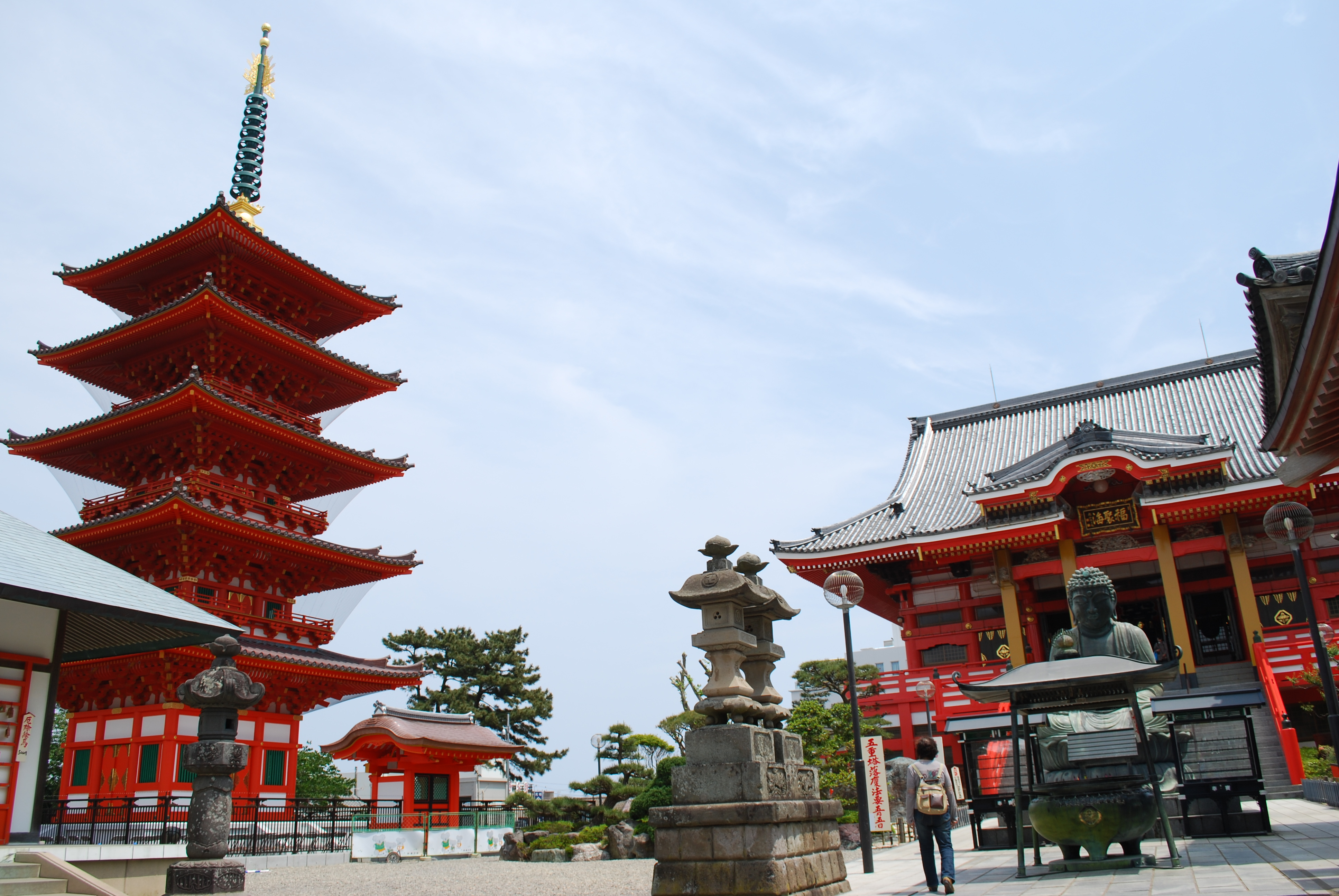
Haupthalle mit Pagode

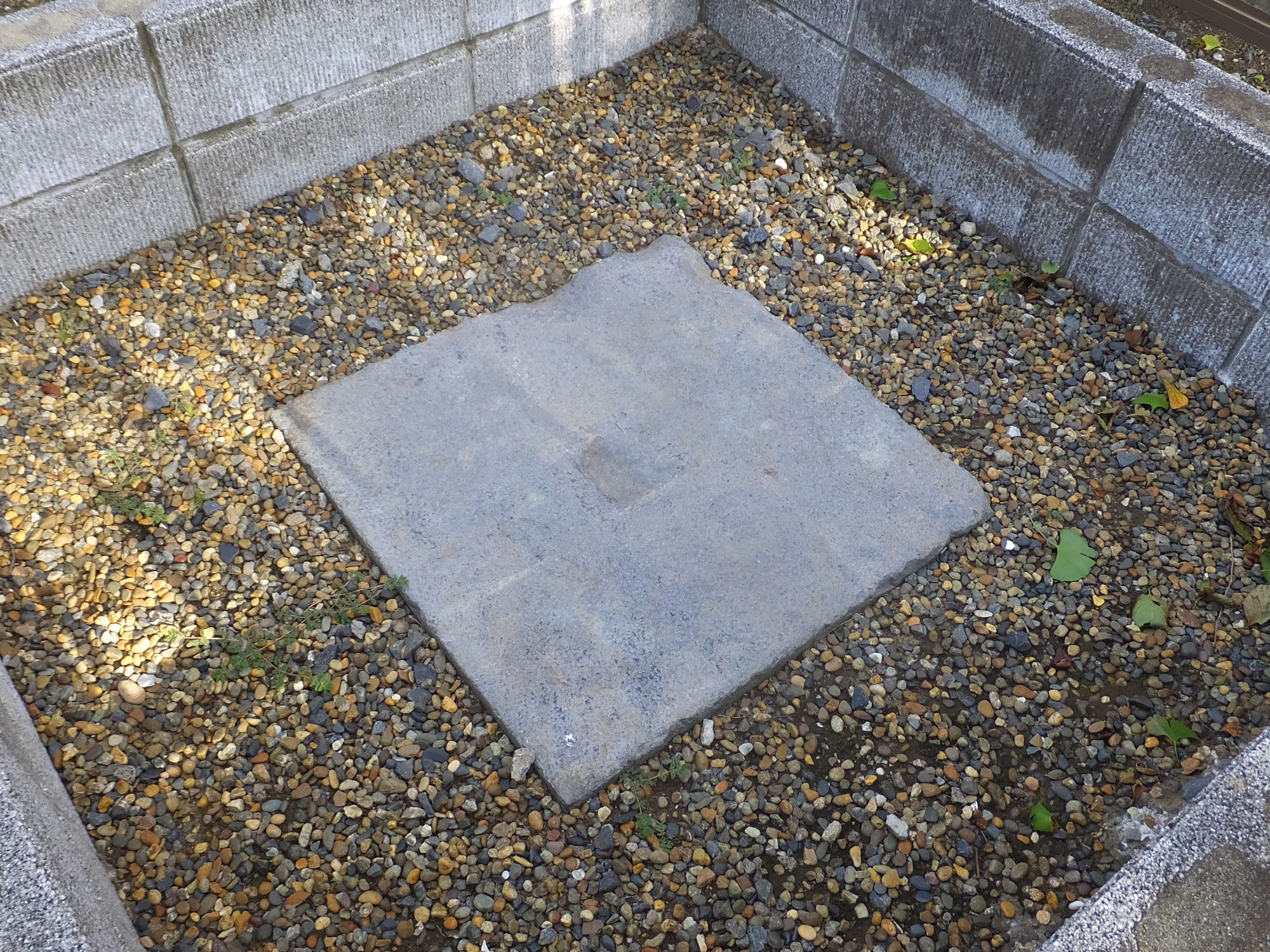
Höhen-Nullmarke

Der Empuku-ji (japanisch 圓福寺), auch Iinuma Kannon (飯沼観音) genannt mit dem Bergnamen Iinuma-san (飯沼山), ist ein alter Tempel, der zur Shingon-Richtung des Buddhismus gehört. Er befindet sich in Chōshi in der Präfektur Chiba, Japan, und ist der 27. Tempel der 33 Kannon-Tempel des Kantō-Gebiets.

## Geschichte
Nach der Überlieferung des Tempels wurde im Jahr 728 die Statue einer elfköpfigen Kannon im Netz an Land gezogen, für die man eine grasbedeckte Hütte (草堂 sōdō) errichtete. Im Mittelalter wurde die Gebetsstätte von der herrschenden Familie der Gegend, den Unakami (海上氏 -shi), unterstützt. In der Edo-Zeit kamen viele Pilger von den Uferorten Iinuma und Matsugishi hierher, so dass Chōshi sich zum Pilgerort entwickelte.
Während des Pazifikkriegs waren in Chōshi Flugabwehrgeschütze aufgestellt, was zur Bombardierung des Ortes durch die Amerikaner führte. Der Tempel wurde dabei weitgehend zerstört.

## Anlage
Man betritt den Tempel im Westen durch das Tempeltor, das hier als zweistöckiges Turm-Tor (楼門 Rōmon; 1 im Plan) ausgeführt ist. Rechts und links davon schützen die beiden Tempelwächter (仁王 Niō) den Durchgang. Das heutige Tor ersetzte 1972 das verlorengegangene Tor. Voraus sieht man die Haupthalle (本堂 Hondō; 2). Sie steht auf einem hohen Fundament und ist über eine Treppe zu erreichen. Die dort verehrte Kannon ist im Allgemeinen nicht zu sehen. Der jetzige Bau stammt aus der Zeit nach 1945. Auf dem Wege dorthin passiert man auf der rechten Seite den Glockenturm (鐘楼 Shōrō; 3) und dann auf der linken Seite den „Großen Buddha“ (大仏 Daibutsu; 4). Dieser sitzende Amida-Buddha stammt aus dem Jahr 1711, ist aus Bronze und etwa 5,4 m hoch. An ihm sind Spuren der Luftangriffe zu sehen. Dahinter auf der linken Seite steht die 33,55 m hohe fünfstöckige Pagode (五重塔 Gojū-no-tō; 5) aus dem Jahr 2009.
Eine Besonderheit auf dem Tempelgelände ist hinter der Pagode die Höhen-Nullmarke (N im Plan) aus dem Jahr 1872. Sie wurde von dem niederländischen Vermessungsingenieur Isaac Lindo (1848–1941) angelegt und war der Ausgangspunkt für Höhenmessungen in Japan.
Hinter der Haupthalle, durch eine Straße getrennt, befinden sich weitere Gebäude des Tempels. Da ist die Halle, die dem Tempelgründer gewidmet ist, die Daishidō (大師堂; 6) aus dem Jahr 1847. Daneben steht das Schatzhaus des Tempels (宝物殿 Hōmotsu-den; 7), in dem die Tempelschätze aufbewahrt werden.
In das Tempelgelände hinein erstreckt sich der Chōkō-Schrein (銚港神社 Chōkō-jinja; S).

## Tempelschätze
- Nyō (鐃), eine Glocke als buddhistisches Kultgerät, ist als Wichtiges Kulturgut Japans registriert. Sie wird im Nationalmuseum Nara aufbewahrt.
- Eine Tempelglocke (梵鐘 Bonshō) aus dem Jahr 1462 (Kyōtoku 11) und eine dreiteilige Darstellung des Buddha auf dem Totenbett (釈迦涅槃図 Shaka nehan-zu) und eine dreibändige Beschreibung der Herkunft des Bildes (釈迦涅槃図由来書 Shaka nehan-zu yuraisho) sind als Wichtige Kulturgüter der Präfektur Chiba registriert.